# ساری‌میشه (بایبورد)
ساری‌میشه (به ترکی استانبولی: Sarımeşe)، (به ارمنی: Խավնոց)، (به کردی: Havnos) یک منطقهٔ مسکونی در ترکیه است که در بایبورد واقع شده است. ساری‌میشه ۱۸۱ نفر جمعیت دارد.